# 黑色幽默

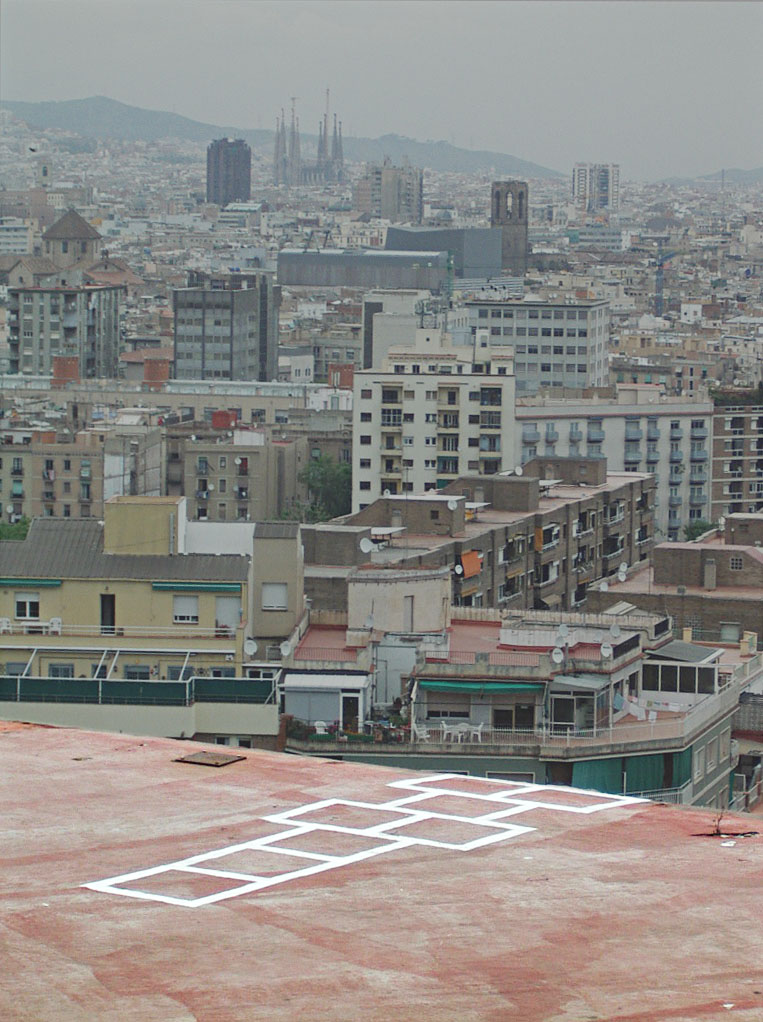
西班牙巴塞罗那的跳房子。

黑色幽默，又稱為「黑色喜劇」，是产生于1960年代美国的一个现代主义文學流派，它由于人数众多的作家和丰富多彩的小说作品，成为现代主义中非常有影响的一支流派。現時黑色幽默已不局限於文學，在藝術、電影和電視劇等範疇，黑色幽默都成為了一種非常重要的流派。

## 背景
黑色幽默产生、发展於1960年代，繁荣於70年代，是有其特定的时代背景的。当时美国在韓战结束后，一方面社会矛盾，劳资矛盾频繁，另一方面麦卡锡主义使整个社会形成了压抑窒息的氛围；1960年代初期，美国在越南战争战事失利和美军惨痛的伤亡，更使全国反战情绪高涨，局势比较动荡，社会状况比较混乱。在无所适从的社会背景下，于是产生了对现实采取嘲笑抨击，揭露和讽刺，幻想和否定结合在一起的“黑色”的“幽默”。

## 起源
早在1940年，一位法国超现实主义作家安德烈·布勒东曾编过一本名为《黑色幽默文集》的书，該書所收錄的黑色幽默作品幾乎都是當時超現實主義的作家寫的。1965年，美国作家布鲁斯·杰伊·弗里德曼将1960年代以来的美国报刊上发表的具有黑色幽默风格的12名作家的作品编成一本小书出版，取名为《黑色幽默》。同年，美国评论家尼克伯克（Conrad Knickerbocker）发表《致命一螫的幽默》（Humor With a Mortal Sting）一文，明确的将这类作家称为“黑色幽默”派，于是以“黑色幽默”命名的现代主义文学流派在美国诞生。雖被評論家視為流派，黑色幽默作家卻不像超現實主義等派有召集人與定期聚會，相反地，黑色幽默作家大多單獨寫作，也不太接觸其他黑色幽默的作家，是否能作為一個流派來看待尚有爭議，作為一種文學思潮跟創作手法，卻是公認的有名。

## 解读
尼克伯克曾举了一个例子，通俗地解释黑色幽默的定義和性质：某个被判绞刑的人，在临上绞架前，指着绞刑架询问刽子手：“你肯定这玩意兒结实吗？” 因此黑色幽默又称为“绞刑架下的幽默”。
这一派作品中充斥的讽刺幽默与传统的幽默大不相同：并不表现一种单纯的滑稽情趣，而带着浓重的荒诞、绝望、阴暗甚至残忍的色彩。作品以一种无可奈何的嘲讽态度表现环境和个人（即“自我”）之间的互不协调，并把这种互不协调的现象加以放大，扭曲，变成畸形，使它们显得更加荒诞不经，滑稽可笑，同时又令人感到沉重和苦闷。
黑色幽默是丹麦的齊克果为主導的，经过法国的让·保罗·沙特再创造的文学上的存在主义，它在许多问题上的认识类似于荒诞派戏剧，甚至可以说是荒诞派文学在小说上的具体表现。属于黑色幽默派的小说家大多在作品中强调世界是荒谬的，人生是痛苦的观点，所以尽管他们在作品中有不同的反映，但出现在读者面前的总是病态的人物典型，阴沉而痛苦的幽默，荒诞而杂乱的情节，麻木而残酷的现代世界，尖锐而深刻的讽刺。
在描写手法方面，黑色幽默派作家也打破传统，小说的情节缺乏逻辑联系，常常把叙述现实生活与幻想和回忆混合起来，把严肃的哲理和插科打诨混成一团。
黑色幽默作为一种美学形式，属于喜剧范畴，但又是一种带有悲剧色彩的变态的喜剧。黑色幽默是為了打破禁忌而存在。禁忌使人痛苦，包含人類社會的各種層面，以政治上來說有種種禁忌，如白人對黑人的，希特勒對猶太人的，在性別上則是男人的對女人及其他不同性取向的人們，都可能造成痛苦（亦即存在主義說的他人即地獄）。黑色幽默敢於拿禁忌來開玩笑，而且是辛辣的，挖苦的，禁忌越大，黑色幽默的笑話威力就會越大。這就是為什麼即使脫離1960年代的美國背景下，至今仍會有黑色幽默的小說及電影存在。

## 主要作家及其作品
- 纳博科夫，可以算是黑色幽默最早的作家，他1955年出版了长篇小说《洛丽塔》，此后又出版《普宁》（1957）、《幽冥的火》（1962）等小说，是黑色幽默派的元老。《幽冥的火》出現互換身分而被誤殺的情節，正是發生在納博科夫之父身上的事，於現實中發生了黑暗且悖論的東西，成為小說的核心之一。
- 约瑟夫·海勒，以《第22条军规》闻名文坛，后又写出了《出了毛病》（1974）和《像高尔德一样好》（1979），成为公认的黑色幽默派的代表作家。《第22条军规》描述大戰時軍隊瘋狂要求飛行員執行死亡任務的現象，軍隊中光怪陸離的現象層出不窮，人命高度受度威脅的情況下，瘋子與人權都由22號軍規決定，但永遠都會被駁回，也被用來比喻一種極端不利於百姓的政治悖論。
- 库特·冯內古特，以充满幽默和奇特风格的长篇小说而著称，他的《第五号屠宰场》（1969）使黑色幽默的小说创作的影响达到顶峰。另外他的《猫的摇篮》（1963）和《时震》（1997）也是优秀的黑色幽默作品。馮內果由於二戰時親身經歷美軍對德勒斯登的大轟炸，感受到即使正義的一方也可能作出殘暴的毀滅性破壞，以此終身反對戰爭，並開始質疑人類的瘋狂行為，《第五号屠宰场》表面上是馮內果的戰爭回憶，回憶的框架下，描述了戰俘畢勒在戰爭最外圍的地方所感受到的荒謬，以及人類遇到極端威脅生存的狀況時，將自己活埋的隱喻。
- 托马斯·品钦，受业于纳博科夫，以长篇小说《万有引力之虹》（1973）成为黑色幽默派的后起之秀，这部小说把人的性欲和现代科学技术联系在一起，提出了生与死、世界与人性等问题，作者以导弹发射后形成的抛物线“万有引力之虹”来象征世界、象征死亡，表现了对世界未来的悲观情绪。
- 威廉·盖迪斯，他的小说《小大亨》（1975）以夸张的讽刺描写一个大发投机财的孩子形象，获得1976年的美国全国图书奖。
- 托马斯·伯杰，他的小说《小巨人》（1964）使对看似强大实则渺小的西方社会的讽刺。
- 约翰·霍克斯，他被认为是“当代最有独创性的小说家”。代表作《血桔》描写了一对夫妇在假想的海岛上过着原始的性爱生活，成为“反小说”的典范。
- 约翰·巴思，在他的代表作《牧羊童贾尔斯》（1966）中，以“反英雄”的描写手法，通过对大学生贾尔斯受到来自两个方面魔力的迫害以至神经错乱的描述，影射冷战时世界两大政治集团对人类造成的伤害。